# Hermann Dyck

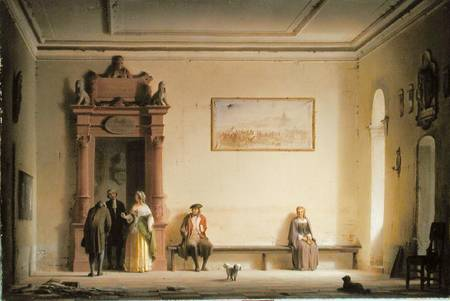
Das Wartezimmer (1857)

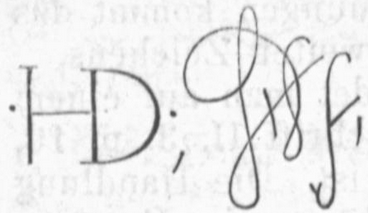
Monogramme von Hermann Dyck

Hermann Dyck (* 4. Oktober 1812 in Würzburg; † 25. März 1874 in München) war ein deutscher Maler, Zeichner und Radierer.

## Leben
Hermann Dyck widmete sich in München der Architekturmalerei, welcher er durch kulturhistorische Staffage besonderen Reiz zu verleihen wusste. Seine Verbindung mit den seit 1844 erscheinenden Fliegenden Blättern brachte ein bemerkenswertes satirisches Talent in ihm zur Reife. Im Jahr 1854 übernahm er die Leitung der Zeichenschule für Kunsthandwerker, in welcher Tätigkeit er blieb, als die Anstalt 1868 zur Staatsanstalt erhoben wurde.
Hermann Dyck starb 1874 im Alter von 61 Jahren in München.

## Grabstätte

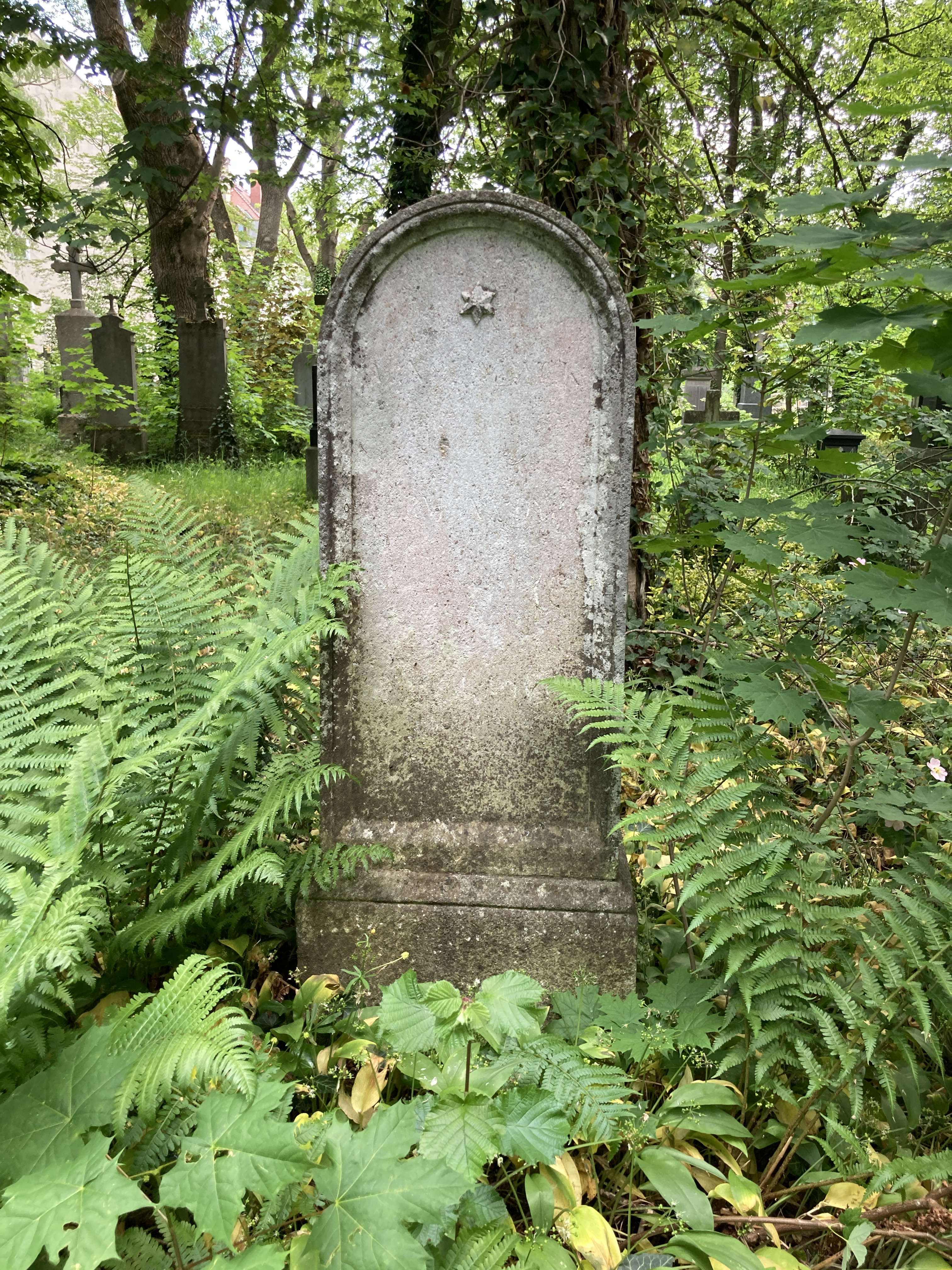
Grab von Hermann Dyck auf dem Alten Südlichen Friedhof in München

Die Grabstätte von Hermann Dyck befindet sich auf dem Alten Südlichen Friedhof in München (Gräberfeld 12 – Reihe 11 – Platz 13) Standort.

## Werke
Als Auswahl von seinen Bildern sind zu nennen:
- An der Stadtmauer zu Erding (1857)
- Ein Kassavorzimmer (1858)
- Die Schreibstube (1860)
- Auf dem Speicher (1860)
- Im Maleratelier (1861)
- Inneres einer Klosterkirche (1863)
- Die Deputation (1864)
- Heimkehr des Bürgermeisters (1868)

Auch erschienen von ihm Deutsche Sprichwörter und Reime in Bildern.